# Звєжинецький міст у Вроцлаві
Звєжинецький міст ( пол. Most ZwierzynieckiMost Zwierzyniecki ) - міст через річку Одру у Вроцлаві, Польща . З'єднує Тумський і Великий острови, пов'язуючи центральну частину міста з районом Біскупін-Семпольно-Домбе-Бартошовіце.

## Розташування
Міст розташований у створі вулиці Марії Кюрі-Склодовської, з'єднуючи її з вулицею Адама Міцкевича та вулицею Сигізмунда Врублевського . Поруч з мостом знаходяться Вроцлавський зоопарк  та Зала Століття.
Нижче за течією знаходиться Щитницький міст.

## Назва
Міст, що існував на цьому місці з XVII ст., Спочатку називався Щитницьким ( нім. Scheitniger BrückeScheitniger Brücke ), за назвою села Scheitnig, що знаходилося поруч. Під час епідемії чуми в 1704 на мосту був створений пункт паспортного контролю для контролю перетину міських кордонів, тому виникла назва Пропускний міст ( нім. PaßbrückePaßbrücke ). Також використовувалася назва Цегельний міст ( пол. Ceglany mostCeglany most ), від цегельного заводу на Біскупін (Вроцлав)  . Існуючу назву дано по розташованому поруч зоопарку.

## Історія
1655 року в документах вперше згадується дерев'яний міст на цьому місці. Міст неодноразово ремонтувався та перебудовувався. До кінця XIX століття це був фермовий міст із двома дерев'яними прольотами по 16,25 м і цегляними підвалинами  . Ширина моста становила 8 м (5 м проїжджа частина та два тротуари по 1,5 м). На той час інтенсивність руху значно зросла і пропускна спроможність мосту виявилася недостатньою.
У 1895-1897 р.р. дерев'яний міст був замінений однопрольотним металевим арковим. Проект розроблений інженерами А. Фрювіртом та А. Шольцем  та архітектором К. Климом  (під керівництвом Р.Плюддемана). Роботи зі спорудження фундаментів почалися в середині листопада 1895 р. Монтаж арок проводився з серпня по грудень 1896 р. Для збереження руху на час будівництва старий міст був перенесений на 30 м вище за течією  . Рух мостом було відкрито 21 квітня 1897 року. Повністю будівельні роботи було закінчено у липні цього року. Архітектурне оформлення виконано у стилі модерн.
На одному з пілонів при в'їзді на міст було встановлено бронзову дошку з наступним текстом:
Дошку було втрачено під час війни або невдовзі після неї.

У 1910 році було посилено верхні зв'язки арок. У 1945 р. під час облоги міста німецькі війська, чекаючи на напад Червоної армії зі сходу міста, підготували міст до вибуху. Однак настання Червоної армії почалося на півдні і міст не постраждав. У 1961 та 1988 роках проведено капітальний ремонт. У 1976 р. міст включено до списку пам'яток Вроцлава .

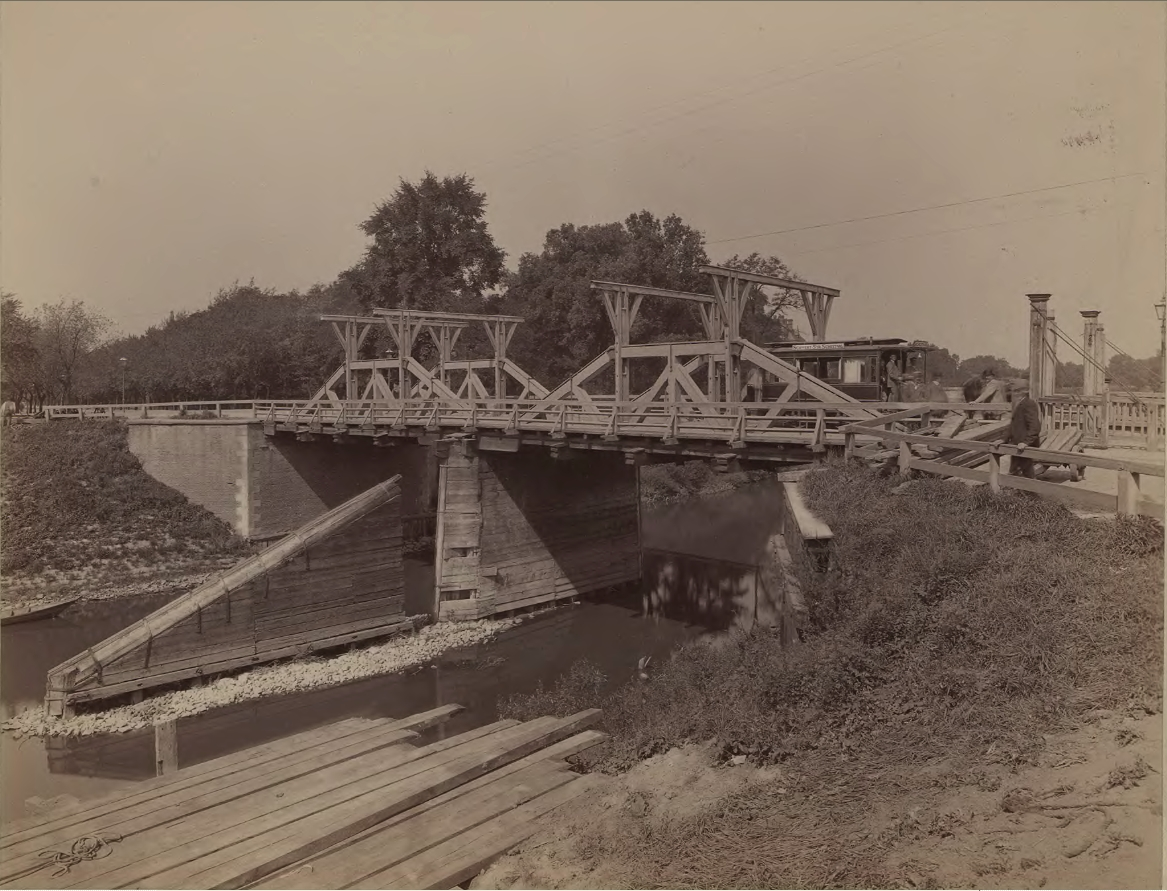
Дерев'яний пропускний міст. 1895 р.
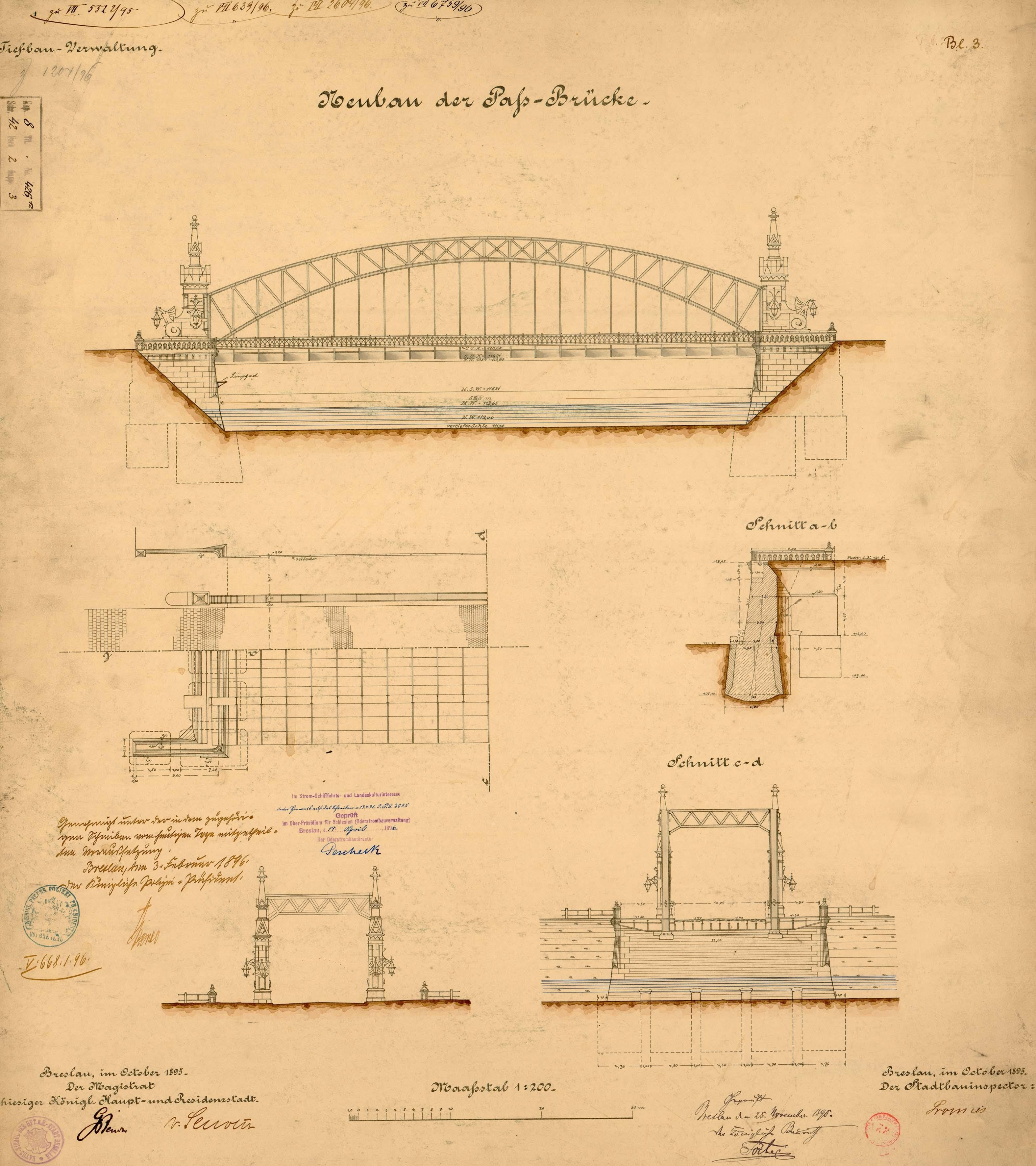
Проект мосту арки. 1896 р.
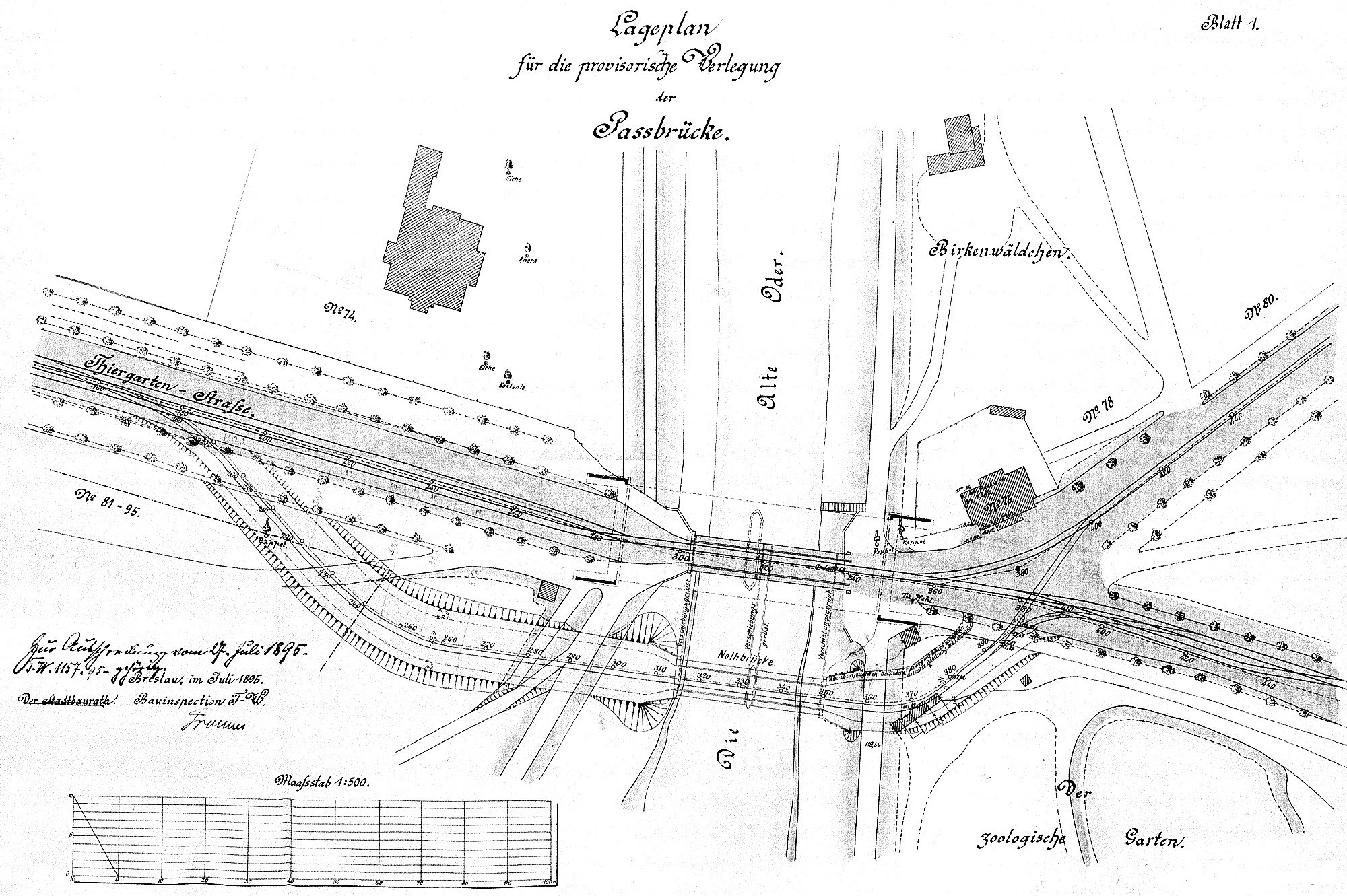
План із показом нового і старого мостів. 1896 р.
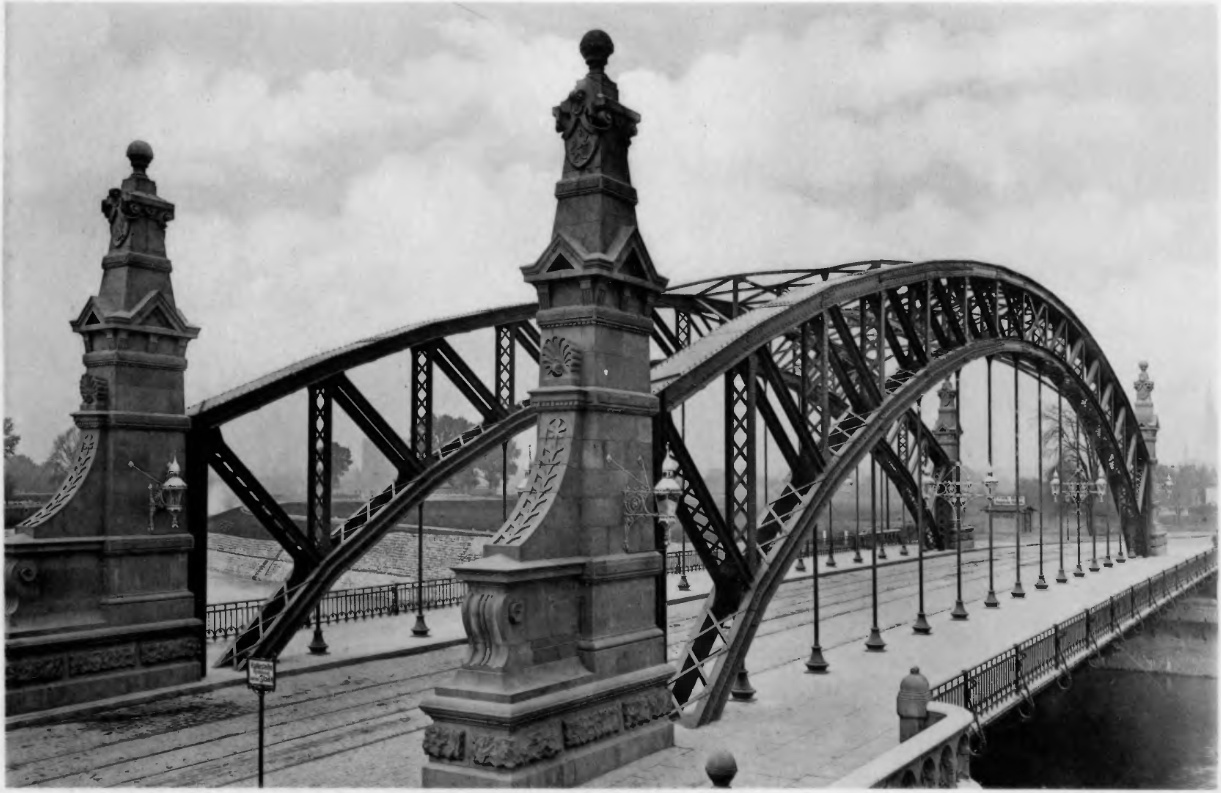
Зоопарковий міст. 1901 р.

## Конструкція
Міст однопролітний металевий арочний з їздою внизу (проїжджа частина розташована на рівні низу прольотної будови). Пролітна будова складається із двох наскрізних ферм системи двошарнірної арки із затягуванням у рівні п'ят. Відстань між двома фермами 12,54 м  . Арки з'єднані між собою розкосами та стійками. Проїжджа частина моста, підвішена до ферм, складається з поздовжніх та поперечних клепаних балок. Тротуари винесено на консолі. Підлоги з бутової кладки на бетонному розчині. Відмітка низу фундаментів становить близько 6 м нижче русла річки. Зовнішня поверхня засад облицьована гранітним. Довжина мосту становить 62 м, ширина моста — 21,8 м (з них ширина проїжджої частини — 10 м і два тротуари по 5,9 м) .
Міст призначений для руху трамваїв, автотранспорту та пішоходів. Проїжджа частина мосту включає 4 смуги для руху автотранспорту (у тому числі 2 трамвайних колії). Покриття проїжджої частини та тротуарів – асфальтобетон. В'їзди на міст прикрашають пілони з червоного пісковика з масивними волютами . Перильне огородження чавунне художнього лиття, завершується на традиції парапетом з кольорового пісковика. Напівкруглі отвори в парапетах заповнені чавунними ґратами.